# Gerard Lowther

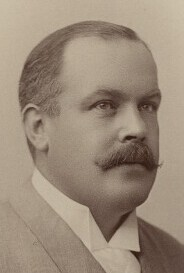
Gerard Lowther, 1893

Sir Gerard Augustus Lowther, 1. Baronet, GCMG, CB, PC (* 16. Februar 1858; † 5. April 1916 in Whitehall, Sandwich, Kent) war ein britischer Diplomat, der unter anderem zwischen 1901 und 1905 Gesandter des Vereinigten Königreichs in Chile, von 1905 bis 1908 Gesandter in Marokko sowie zuletzt zwischen 1908 und 1913 Botschafter im Osmanischen Reich war.

## Leben
Gerard Augustus Lowther war ein Sohn und eines von sieben Kindern des Diplomaten und Politikers Hon. William Lowther (1821–1912), der ein Bruder des 3. Earl of Lonsdale, und unter anderem zwischen 1867 und 1868 Gesandter in Argentinien sowie von 1868 bis 1892 Abgeordneter des Unterhauses (House of Commons) war, aus dessen Ehe mit Hon. Charlotte Alice Parke (1828–1908), einer Tochter des James Parke, 1. Baron Wensleydale (1782–1868). Sein älterer Bruder war der Jurist und Politiker James William Lowther (1855–1949) war, der unter anderem zwischen 1905 und 1921 Sprecher des Unterhauses (Speaker of the House of Commons) und 1921 zum 1. Viscount Ullswater erhoben wurde, wodurch er Mitglied des Oberhauses (House of Lords) wurde, während sein jüngster Bruder Major-General Sir Cecil Lowther (1869–1940) von 1915 bis 1918 sowie erneut zwischen 1921 und 1922 ebenfalls Abgeordneter des Unterhauses war.
Lowther selbst besuchte die 1572 gegründete Harrow School, eine der angesehensten und teuersten Schulen in England, und trat 1879 in den Diplomatischen Dienst (Diplomatic Service) des Außenministeriums (Foreign Office) ein. Er wurde am 3. Juni 1881 zum Dritter Sekretär (Third Secretary) sowie am 13. Juli 1884 zum Zweiten Sekretär (Second Secretary) befördert und fungierte vom 24. Oktober 1894 bis 1898 als Sekretär an der Gesandtschaft im Japanischen Kaiserreich. Danach war er zwischen dem 1. Oktober 1898 und 1899 Generalkonsul in Budapest sowie vom 1. Juli 1899 bis 1901 Sekretär an der Botschaft in den USA.

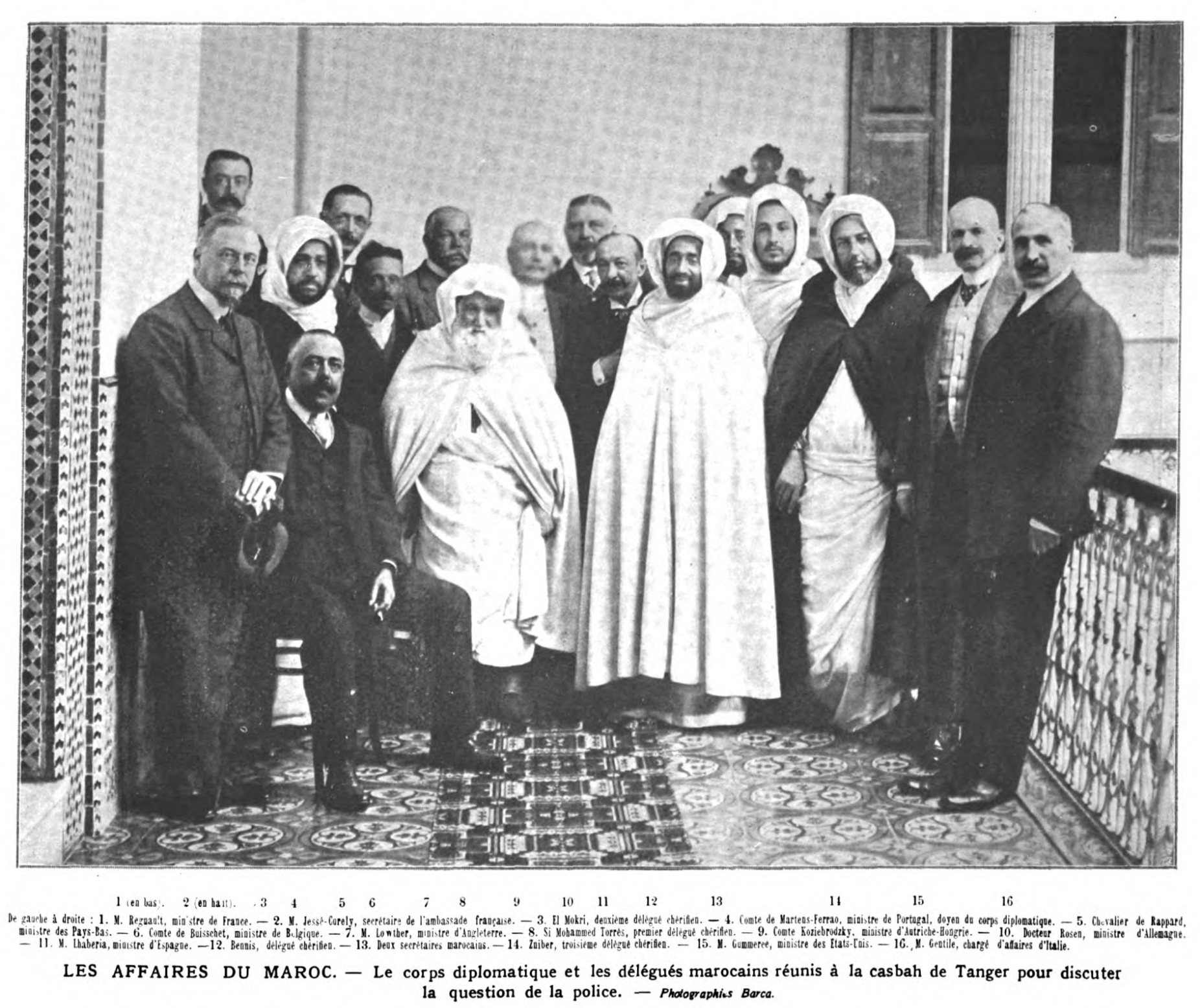
Lowther (Nr. 7) als Gesandter in Marokko mit anderen Mitgliedern des dortigen Diplomatischen Korps in Tanger (6. April 1907).

Am 14. August 1901 wurde Gerard Lowther Gesandter des Vereinigten Königreichs in Chile und verblieb auf diesem Posten in Santiago de Chile bis 1905, woraufhin Arthur Raikes seine dortige Nachfolge antrat. Für seine dortigen Verdienste wurde er 1904 zum Companion des Order of the Bath (CB) ernannt. Am 1. Januar 1905 löste er Sir Arthur Nicolson als Gesandter in Marokko ab und bekleidete dieses Amt bis zu seiner Ablösung durch Sir Reginald Lister 1908. Zugleich wurde er am 1. Januar 1905 auch Generalkonsul für Marokko. Während seiner dortigen Verwendung wurde er für seine Verdienste zum 28. Juni 1907 als Knight Commander des Order of St Michael and St George (KCMG) geadelt, wodurch er fortan das Prädikat „Sir“ führte.
Am 1. Juli 1908 wurde Sir Gerard Lowther Nachfolger von Sir Nicholas O’Conor Botschafter im Osmanischen Reich ernannt, nachdem Sir George Head Barclay dieses Amt in Konstantinopel nur zwischen April bis Juli 1908 bekleidet hatte. Er hatte dieses diplomatische Amt bis 1913 inne, woraufhin Sir Louis du Pan Mallet seine dortige Nachfolge antrat. Zugleich wurde er am 4. Juli 1908 zum Mitglied des Geheimen Kronrates (Privy Council) ernannt sowie am 19. Juli 1911 auch zum Knight Grand Cross des Order of St Michael and St George (GCMG) erhoben. Am 19. Januar 1914 wurde ihm in der Baronetage of the United Kingdom der erbliche Adelstitel eines Baronet, of Belgrave Square in the City of London, verliehen.
Gerard Lowther war seit dem 28. Februar 1905 mit Alice Blight († 1939), Tochter von Atherton Blight verheiratet. Aus dieser Ehe gingen drei Töchter hervor. Die älteste Tochter Edith Alice Cecilia Lowther (1906–nach 1948) war in erster Ehe mit Baron Jacques Thenard (1904–1940) sowie in zweiter Ehe mit Roger Lévêque de Vilmorin (1905–1980) verheiratet, einem unehelichen Sohn von Alfons XIII., dem König von Spanien. Die zweite Tochter Gladys Mabel Lowther (1908–nach 1942) war in erster Ehe mit Captain Charles Nevile Fane (1911–1940), einem Captain der Coldstream Guards, sowie in zweiter Ehe mit James Hayton Greenhill Black († 1966), einem Lieutenant-Colonel der Argyll and Sutherland Highlanders verheiratet, während die jüngste Tochter Violet Eleanor Lowther (1910–1911) bereits als Kleinkind verstarb. Nachdem er am 5. April 1916 in Whitehall, Sandwich, Kent, ohne männliche Nachkommen verstarb, erlosch sein Baronet-Titel.

## Hintergrundliteratur
- Sinan Kuneralp, Gül Tokay (Hrsg.): The private correspondence of Sir Gerard Lowther, British Ambassador to Constantinople (1908–1913). The ISIS Press, Istanbul 2018.